# يان برودي
يان برودي هو عالم سياسة كندي، ولد في 25 يوليو 1967 في تورونتو في كندا.